# Diagramma a blocchi

Esempio di diagramma a blocchi che mostra l'architettura del sistema operativo GNU/Linux

Un diagramma a blocchi, o schema a blocchi, è una rappresentazione grafica usata per descrivere idee e concetti. Con esso i singoli concetti vengono rappresentati con testi descrittivi all'interno di sagome geometriche (per esempio rettangoli, cerchi, ellissi, rombi), collegati tra loro per mezzo di frecce. Spesso i concetti vengono descritti in modo esteso.

## Descrizione
Si tratta di una forma piuttosto generica di rappresentazione, utilizzabile in molti contesti differenti e nella quale spesso:
- non viene stabilita un'associazione con una precisa chiave interpretativa;
- ci si ferma a un livello di dettaglio non approfondito.

Tra i molti tipi di schema a blocchi, una tipologia molto diffusa, utilizzata soprattutto nella rappresentazione della conoscenza, è quella delle mappe concettuali.
Gli schemi a blocchi trovano ampio impiego anche in altri campi, come:
- in ingegneria, come rappresentazione logica o funzionale della struttura di macchine;
- in elettronica ed elettrotecnica, per la descrizione logica o funzionale dei circuiti;
- in ingegneria del software, per descrivere l'architettura di un sistema mediante diagrammi UML;
- in informatica, per la descrizione di un algoritmo mediante diagrammi di flusso  (detti anche flow chart);
- nella teoria dei sistemi dinamici, per la descrizione e la formalizzazione del comportamento del sistema[1].